# Manchot Waitaha
Megadyptes waitaha
Espèce
Le Manchot Waitaha (Megadyptes waitaha) est une espèce fossile d'oiseaux endémiques de Nouvelle-Zélande, dont l'existence a été prouvée en 2009.
Plus petit que le manchot antipode, il était concurrent de ce dernier. Son aire de répartition correspondait à la côte orientale de l'île du Sud. Sa destruction par les premiers Maoris provoque autour de 1500 son remplacement par les manchots antipodes.

## Découverte
En 2008, une étude publiée dans Proceedings of the Royal Society fait état de recherches sur le manchot antipode. Elle décrit les traitements effectués sur 55 squelettes collectés entre 1888 et 1944 dans l'aire de reproduction de l'espèce, et datés entre 500 et 1700 après Jésus-Christ, en particulier les recherches de génome. Ce génome a ensuite été comparé à celui d'individus vivants.
L'analyse du réseau bayésien montre que tous les individus datés d'avant 1500 à l'exception de trois ne correspondent pas au génome des manchots antipodes, ce qui amène les chercheurs à conclure qu'il s'agit d'une nouvelle espèce.

## Nom
L'équipe ayant effectué la découverte propose le nom de Waitaha. Ce nom rend hommage à l'iwi Waitaha, première iwi à coloniser l'île du Sud avant d'être remplacés par l'iwi Kāti Māmoe (en).

## Extension territoriale et temporelle
Contrairement au manchot antipode, dont le territoire ne dépasse pas au nord les côtes de la Péninsule de Banks, le territoire du manchot Waitaha comprenait presque toute la côte orientale de l'île du Sud, depuis l'île Stewart au sud jusqu'aux Marlborough Sounds au nord. De même que pour l'espèce actuelle, cette aire de répartition englobait également les îles Auckland et Cambell,.
Tous les spécimens identifiés comme Waitaha sont datés entre 600 et 1500 AP, soit entre 450 et 1350 après Jésus-Christ.

## Aspects physiologiques connus
L'analyse des squelettes retrouvés montre que les manchots Waitaha disposaient d'os plus courts, plus étroits et moins robustes que les manchots antipodes ; en revanche, la population connue est très homogène quelle que soit l'origine géographique.

## Hypothèse d'extinction
Les dates des derniers squelettes trouvés ainsi que les lieux de découverte suggèrent fortement que l'extinction des manchots Waitaha est le fait de l'exploitation humaine. Mais l'analyse montre aussi que les espèces de manchots étaient concurrentes et que la présence des manchots Waitaha empêchait les manchots antipodes de remonter vers le nord. Lors de la disparition de la présence des premiers, des traces des seconds sont enregistrées, leur expansion n'étant plus freinée par la concurrence avec l'espèce disparue. En outre, un changement semble s'opérer peu après, au XVIe siècle, dans la culture maorie, changement qui valorise plus la protection de l'environnement.
Des hypothèses ultérieures, fondées sur une étude de datation menée en 2015, montrent que l'extinction des manchots Waitaha et leur remplacement par les manchots antipodes ont probablement eu lieu au cours d'une période temporelle relativement courte, inférieure à un siècle.
Par ailleurs, les signes d'occupation humaine sont moins nombreux dans cette zone à cette période, ce qui suggère une diminution temporaire de l'occupation humaine, ainsi qu'une forte réduction, d'origine anthropique, de la population des lions de mer, prédateurs naturels des manchots antipodes.